# Крот (телесериал)
«Крот» — российский детективный телесериал 2001—2002 годов, поставленный Эрнестом Ясаном по сценарию Виктора Мережко. Создан кинокомпанией «КиноМост», вторая часть — кинокомпанией «МакДос».
Изначально предполагалось, что этот сериал будет впервые показан на телеканале НТВ в конце мая — начале июня 2001 года. Но развитие политических событий вокруг дела НТВ, когда большая часть журналистов, руководства, программного и сериального продукта покинули расположение этой телекомпании, внесло свои коррективы. По этой причине премьера состоялась 7 августа 2001 года на телеканале 1+1 на Украине и 8 октября того же года на российском телеканале ТВ-6, куда ушла команда Евгения Киселёва.
В феврале 2002 года сериальный пакет продюсера Владимира Досталя перешёл от ТВ-6 обратно к НТВ, поэтому повтор первой части и премьера второго сезона состоялись уже на этом телеканале. Показ шёл с 7 октября по 25 ноября 2002 года. После 2002 года демонстрация сериала неоднократно повторялась на разных российских и украинских телеканалах.

## Сюжет
Бывшего оперативного работника уголовного розыска Сергея Кузьмичёва посылают в Москву с целью внедрения в одну из преступных группировок. Его первое задание представляется не очень сложным. Молодой парень из провинции, якобы приехавший «на заработки», успешно с ним справляется. Однако по воле случая он оказывается в самом пекле бандитских разборок и как настоящий оперативник, с риском для жизни, решает продолжить крайне опасную «игру».

## Список серий

### 1-й сезон
| № серии | Описание серии |
| ------- | --- |
| 1       | Сергей Кузьмичёв, в недалёком прошлом уволившийся из милиции из-за конфликта с начальством, становится жертвой нападения неизвестных. Из больницы его похищают и прячут в загородном доме, где некто Илья, представившийся начальником РУБОП, предлагает ему стать тайным агентом. Сергей отказывается, тогда РУБОПовцы похищают его жену и сына, а в квартире Кузьмичёвых устраивают пожар с чьими-то обгоревшими трупами. Сергей, посчитавший, что семья погибла, даёт согласие сотрудничать с ФСБ. Ему поручают «оказаться в тюрьме», чтобы сблизиться с криминальным миром. Тогда Сергей берёт пистолет и идёт к своему бывшему начальнику Гурину. |
| 2       | Кузьмичёва, вместе с задержанным наёмным убийцей Юрой Прохоровым, перевозят в следственный изолятор. По пути им удаётся бежать. Направляются они в Москву. В столице с первого же дня их начинают преследовать бандиты. Юра знакомит Сергея со своим сообщником Олегом, который говорит ему об очередном «заказе» на очень влиятельного криминального авторитета — «Часовщика». Для исполнения заказа Сергея устраивают работать в автосервис, принадлежащий Часовщику. На дороге машину с Олегом и Сергеем останавливает старший лейтенант Старков — бывший сослуживец Сергея по Кавказу. |
| 3       | Старков, по просьбе Кузьмичёва, под видом досмотра, устанавливает на автомобиль «Часовщика» взрывное устройство. Бомбу «случайно» находит Сергей, когда машина «Часовщика» заезжает в автоцентр на диагностику. Это даёт Кузьме возможность попасть в поле зрения авторитета. Далее люди Часовщика пытают и убивают начальника автосервиса, на которого пало подозрение в установке взрывчатки. Юра идёт на стрелку с заказчикам убийства Часовщика — Вахтангом, где его и убивают. «Часовщик» предлагает Кузьмичёву стать «его человеком», не оставляя выбора. |
| 4       | Кузьмичёв и набранные им ребята выполняют поручения Часовщика по устранению конкурентов. В это же время на него обращает внимание высокопоставленный чиновник — Виктор Сергеевич. «Часовщик» поручает Сергею и его людям взять под контроль ресторан «Мандарин», который «крышует» некто «Арсен» — «лидер центральных». Сергей и «Кипа» предлагают услуги «Часовщика» директору ресторана Пантелееву. Прогуливаясь со своей подругой Машей по улице, Сергей видит жену и сына. Неожиданно на пару нападают кавказцы. После этого Сергей решает убить Арсена. После выполнения задания он получает от «Кипы» 25 000 долларов. Ему это кажется несправедливым, так как речь шла о большей сумме. После неудачного разговора с «Часовщиком», Сергея приглашает на разговор высокопоставленный чиновник из управления ФСБ — Виктор Сергеевич Копылов, и предлагает сотрудничество.                                                                     |
| 5       | Продолжается стремительный подъём Кузьмичёва, и он становится самым приближённым к «Часовщику» человеком. Авторитет, узнав о пристрастии Кипы к азартным играм, решает убрать своего помощника. К Сергею приезжают представители «центральных» и забивают «стрелку» для разговора. По пути к назначенному месту машину останавливает наряд милиции и проверяет на наличие оружия. А в ресторане, куда приехали люди Сергея, их расстреливают. Парни подозревают, что наряд остановил их неспроста и решили вычислить стукача. В гостинице «Украина» Сергей встречается с Виктором Сергеевичем, который знакомит его с Юрием Ивановичем — чиновником из аппарата правительства. |
| 6       | Пока Сергей готовит операцию по убийству Бесика, в его помощников Костю и Санька стреляет неизвестный. Санька кладут в больницу, где через несколько дней его навещает «следователь». Медсестра Даша сообщает Сане, что «следователя» привезли бандиты. Благодаря друзьям, ему удаётся скрыться. «Часовщик» прощупывает Кузьму на возможность преемственности его дела. После разговора с хозяином Сергей сообщает своему куратору из ФСБ Николаю, что хочет выйти из игры — «слишком много крови». И получает взбучку. По указанию Николая он делает Часовщику подарок — старинный хронометр с секретом. Часовщик показывает Кузьмичёву завещание. |
| 7       | «Часовщик» мёртв, теперь Сергей становится полноправным хозяином его «империи». Уволенного из ГАИ Старкова Сергей берёт к себе заместителем. В город возвращается Вован. Сергей позволяет ему остаться в группировке. Кузьма едет на «стрелку» с криминальным авторитетом по кличке «Уля», контролирующим нефтяные потоки, и заставляет его подчиниться. Виктор Сергеевич рекомендует Сергею финансового директора. Им оказывается молодая девушка Марина. В это же время происходит обстрел его офиса и убийство его подруги Маши. |
| 8       | Происходит встреча Кузьмичёва с Вахтангом Маргеладзе, которая фактически означает начало войны между ними. Сергей встречается с криминальным авторитетом «Сабуром», который контролирует наркобизнес в городе. «Сабур» предлагает Сергею убить Вахтанга. Приближенного Кузьмы Санька бандиты Маргеладзе заставляют согласиться на сотрудничество. В это время Дашу вывозят в лес и убивают. Кузьмичёв и Старков прибывают на место предполагаемой «стрелки», где неизвестные в масках расстреливают охранников. |
| 9       | Санёк, завербованный Вахтангом, узнает о смерти своей возлюбленной и пытается «наехать» на нового хозяина, но получает серьёзное предупреждение. Старков предлагает Кузьме создать группу «ликвидаторов», о которой знали бы только они двое. Сергей с людьми едет в офис «Ули», и заставляет подписать документы о передаче акций. Николай в связи с недавней ссорой с Кузьмичёвым готовит ему замену в виде его двойника. Санёк приводит к Кузьме «родственника» Даши — подставного человека от Вахтанга. Ночью Сергею звонит директор «Мандарина» Пантелеев и просит о срочной встрече. Он предлагает Кузьме все акции в обмен на возможность уехать с семьёй за границу. Но на следующее утро его с телохранителями убивают у входа в ресторан, где должна была состояться сделка. Финансового директора Марину вызывает на встречу Копылов, когда-то рекомендовавший её Кузьме, и шантажом пытается склонить к сотрудничеству против её шефа. |
| 10      | Кузьмичёв дает задание своему снайперу Косте убрать Санька. После убийства Пантелеева, Сергей и Старков встречаются со вдовой убитого Ниной, к которой перешли все акции мужа. В офис Кузьмичева приходит телевизионщик Андрей Сергеевич и предлагает организовать свой телеканал. Копылов вновь приглашает Марину на встречу и предлагает жить стать его любовницей. Кузьмичев отправляет Старкова в свой город с целью узнать, живы ли его жена и сын. В Москве в это время главарь новой банды киллеров Герман убивает брата Вахтанга Маргеладзе, Анзора. Старков находит жену и сына Кузьмичёва. |
| 11      | Кузьма предлагает Косте занять место неожиданно без вести пропавшей Марины. Старков приводит к шефу его двойника — Николая Павловича Архипова, который представился безработным с улицы. Нина Пантелеева становится членом совета директоров холдинга. В офис нагрянули люди в камуфляже — очередная проверка налоговой полиции. Жена Кузьмы Анна видит сюжет с разгромом по телевизору и узнает, что её муж жив. Неудавшееся «сватовство» бывшего начальника Кузьмичёва Гурина в его заместители заканчивается провалом и гибелью последнего. «Сабур» рассказывает Кузьмичёву о крупной партии наркотиков и просит прикрыть его на таможне. |
| 12      | Кузьмичёв распространяет информацию о партии наркотиков. Костя сообщает ему, что сумел-таки вычислить место возможного хранения кассы Часовщика. Костя рассказывает Кузьме о Денисе Суркове — бывшем доверенном лице «Часовщика». Суркову устраивают очную ставку с директором банка Выгорцевым, и тот признается в переводе огромных средств на заграничные счета, а потом указывает место хранения кассы. К Кузьмичёву в офис неожиданно приезжает жена, но радости от встречи не получилось. Дениса и Выгорцева, знающих о кассе, вывозят за город и убивают. Сергей просит знакомую проститутку Милу рассказать Маргеладзе о партии наркотиков. Узнав о успешно проведённой милицейской операции, Вахтанг пытками выбивает из неё правду. Вместе с Грязновым и Копыловым Маргеладзе организует покушение на Кузьмичёва, но вместо него на встречу с Вахтангом едет и попадает под обстрел двойник Сергея Николай Архипов.                      |

### 2-й сезон
| № серии | Описание серии |
| ------- | --- |
| 1       | Выживший после покушения двойник Кузьмичёва Архипов возвращается к Николаю. Кузьмичёв испытывает глубокую подавленность и уезжает в свой город, где встречается со своей женой Анной. После возвращения Кузьмичёв готовится к встрече с Окуневым — крупным бизнесменом из Сибирска. |
| 2       | После встречи с Окуневым, Кузьмичёв провожает его в отель, где Окунев вскоре умирает при странных обстоятельствах. Следователь Конюшин подозревает Кузьмичёва в причастности к его гибели и арестовывает его. |
| 3       | Кузьмичёва выпускают из изолятора в связи с отсутствием доказательств. Позже Кузьмичёв выясняет, что следователь Конюшин действовал по заказу Куликова, вице-мэра Москвы и друга Маргеладзе. Вскоре Куликов найден мёртвым в собственном доме. |
| 4       | Людьми Маргеладзе в одной из психбольниц найдена пропавшая Марина — бывший счетовод Кузьмичёва. Маргеладзе решает продать эту информацию Сергею. В этой же больнице лежит Николай Архипов. |
| 5       | Кузьмичёв просит «Сабура», находящегося в СИЗО, о помощи в поисках похитителей Никиты Пантелеева, взамен предлагая помощь в досрочном освобождении. Бывшая жена Кузьмичёва Анна убивает своего мужа Илью — сотрудника спецслужб, и оказывается в СИЗО. Происходит встреча Кузьмичёва и Цапфика — помощника Сабура, который предлагает Сергею возглавить дело «Сабура». Спецслужбы обещают Кузьмичёву поддержку в данном направлении.                                                                   |
| 6       | В Сибирск вылетает счетовод Костя для подписания договора с местным олигархом Линником. Во время их прогулки по городу неизвестные нападают на Костю и сбрасывают его в реку, но он выживает. Между похитителями Никиты в загородном доме происходит ссора, в результате которой наркоман Грэг, сын Грязнова, убивает организатора похищения Кулька и возвращает Никиту матери. |
| 7       | Кузьмичёву предложено войти в совет националистического движения «Великая Россия», состоящего из скинхедов. Кузьмичёв решает внедрить туда своего человека для получения информации — бандита Лёху, но тот вливается в движение и сдаёт своего шефа. Глава движения Зуслов решает завербовать единственную девушку в коллективе — Любаню. В Сибирске возникает роман между Костей и Оксаной, приехавшей из Москвы. Грязнов, узнав об участии Грэга в похищении Никиты Пантелеева, убивает сына и себя. |
| 8       | Едва живого Костю спас Антон, живущий отшельником на острове. Позже выясняется, что Антон — не простой охотник. Адвокат Лерр решает продать Маргеладзе информацию о том, что Кузьмичёв действует под прикрытием спецслужб. |
| 9       | Копылов предлагает главврачу психбольницы устранить Марину. Тот просит время на раздумье, а сам решает бежать вместе с Мариной и Архиповым. Это становится известно Копылову и он с помощью скинхедов расправляется с ними. После очередной встречи Кузьмичёв решительно отказывается сотрудничать с движением скинхедов «Великая Россия». Узнав об отказе, Копылов разрабатывает комбинацию с похищением и освобождением сына Кузьмичёва.                                                             |
| 10      | Адвокат Лерр встречается с сотрудником ФСБ для получения информации о сотрудничестве Кузьмичёва со спецслужбами. Кузьмичёв передаёт Маргеладзе информацию о том, как Лерр шантажирует высокопоставленного военного офицера, незаконно торгующего оружием. Вахтанг же решает проверить адвоката на «вшивость», после чего расправляется с ним. |
| 11      | Вышедший из тюрьмы Сабур назначает встречу Кузьмичёву, на которой рассказывает, что ему известно о его сотрудничестве со спецслужбами и об утечке информации о наркотиках. Сабур намерен убить Кузьмичёва, но вместо этого погибает сам. |
| 12      | Гибнут один за другим все местные мафиози: Вахтанг Георгиевич Маргеладзе, Виктор Сергеевич Копылов, лидер скинхедов Алексей Иванович Зуслов. После гибели своего близкого друга Старкова Кузьмичёв решает выйти из игры. О решении уйти он сообщает своему куратору Николаю. На этот раз его решение окончательное. Из изолятора выпускают жену Кузьмичёва — Анну. |

## В ролях
| Актёр                | Роль |
| -------------------- | --- |
| Павел Новиков        | Сергей Андреевич Кузьмичёв («Кузьма») / Николай Павлович Архипов двойник Кузьмичёва (убит скинхедами в 9-й серии 2-го сезона) (‡)                                                                                  |
| Николай Волков       | «Часовщик» (Раев) бизнесмен, криминальный авторитет (убит ультразвуком в 6-й серии 1-го сезона; в 12-й серии 2-го сезона появляется в воспоминаниях Кузьмичёва) (1-й сезон, ‡)                                     |
| Дмитрий Нагиев       | Вахтанг Георгиевич Маргеладзе криминальный авторитет, лидер кавказской группировки. Явный намёк на известного криминального авторитета Отари Квантришвили (взорван Важей на кладбище в 12-й серии 2-го сезона) (‡) |
| Виктор Смирнов       | Пётр Петрович Грязнов бывший заместитель министра внутренних дел, влиятельный чиновник (застрелился в 7-й серии 2-го сезона) (‡)                                                                                   |
| Борис Соколов        | Виктор Сергеевич Копылов сотрудник ФСБ (убит Оксаной с помощью ультразвука в 12-й серии 2-го сезона) (‡) |
| Виктор Мережко       | «Сабур» (Кирилл Иванович Сабурцев) криминальный авторитет, наркоторговец (выброшен с балкона Германом в 11-й серии 2-го сезона) (‡)                                                                                |
| Анна Калугина        | Анна Евгеньевна/Сергеевна Кузьмичёва жена Кузьмичёва |
| Саша Сотников        | Андрюша сын Кузьмичёва |
| Сергей Мурзин        | Илья Борисович Горбунов сотрудник ФСБ (убит Анной Кузьмичёвой в 5-й серии 2-го сезона) (‡) |
| Сергей Щербин        | Николай сотрудник ФСБ, куратор Кузьмичёва |
| Алексей Осьминин     | Владимир Владимирович Старков в прошлом военный, позже — инспектор ГАИ, далее — ближайший друг, помощник и напарник Кузьмичёва (погиб от взрыва бомбы в 12-й серии 2-го сезона) (‡)                                |
| Виктор Костецкий     | Иван Егорович Гурин майор / подполковник милиции, бывший начальник Кузьмичёва (взорван Грязновым в автомобиле в 11-й серии 1-го сезона) (1-й сезон, ‡)                                                             |
| Валерий Ярёменко     | Юрий Прохоров киллер (убит Маргеладзе в 3-й серии 1-го сезона) (1-й сезон, ‡) |
| Сергей Гейбах        | Олег Данилов сутенёр, подельник Юры Прохорова (убит Копыловым в 10-й серии 2-го сезона) (‡) |
| Леонид Максимов      | «Кипа» помощник «Часовщика» (убит Костей в 5-й серии 1-го сезона) (1-й сезон, ‡) |
| Михаил Трясоруков    | Вован (Владимир Иванович Савельев) бандит из группировки Кузьмичёва, позже — директор ипподрома |
| Денис Кириллов       | Санёк (Александр Иванович Симбирский) бандит из группировки Кузьмичёва (убит Костей в 10-й серии 1-го сезона) (1-й сезон, ‡)                                                                                       |
| Ирина Горячева       | Даша (Дарья Сергеевна Павловская) медсестра, подруга Санька (убита людьми Маргеладзе в 8-й серии 1-го сезона) (1-й сезон, ‡)                                                                                       |
| Юрий Сергеев         | Вадим Яковлевич Шуб бандит из группировки Кузьмичёва |
| Иван Лунёв           | Лёха (Алексей Бобров) бандит из группировки Кузьмичёва, позже — скинхед |
| Владислав Берлев     | Колян бандит из группировки Кузьмичёва |
| Александр Богурдович | Костя (Константин Иванович Павлов) киллер из группировки Кузьмичёва, позже — финансовый директор холдинга «Час-Инвест»                                                                                             |
| Алексей Зубарев      | Герман профессиональный киллер |
| Владислава Назарова  | Оксана (2-й сезон, в титрах — Ксения Назарова) |
| Анна Герм            | Мария стюардесса, любовница Кузьмичёва (убита неизвестным в маске в 7-й серии 1-го сезона) (1-й сезон, ‡) |
| Мария Кивва          | Марина Алексеевна Гаврилова временный финансовый директор холдинга «Час-инвест», доверенный человек Виктора Сергеевича (убита скинхедами в 9-й серии 2-го сезона) (‡)                                              |
| Анна Королёва        | Мила Цыпкина проститутка (убита людьми Маргеладзе в 12-й серии 1-го сезона) (1-й сезон, ‡) |
| Ольга Михеева        | Муся проститутка, позже — невеста Вована Савельева (1-й сезон 2-я серия / 2-й сезон 5-я серия) |
| Елена Попова         | Нина Ивановна Пантелеева |
| Александр Тютрюмов   | Александр Семёнович Пантелеев хозяин торгово-развлекательного комплекса «Мандарин» (убит людьми Маргеладзе в 9-й серии 1-го сезона) (1-й сезон, ‡)                                                                 |
| Никита Лейтланд      | Никита Пантелеев сын Пантелеевых, школьник (2-й сезон) |
| Андрей Шарков        | Юлий Борисович Выгорцев президент «Блиц-Банка», крупный вор и мошенник, хранитель кассы «Часовщика» (взорван в лодке людьми Кузьмичёва в 12-й серии 1-го сезона) (1-й сезон, ‡)                                    |
| Денис Агатов         | Денис Леонидович Сурков финансист «Часовщика» (взорван в лодке людьми Кузьмичёва в 12-й серии 1-го сезона) (1-й сезон, ‡) (в титрах — Денис Приварников)                                                           |
| Борис Бирман         | Илья Сумский финансовый директор холдинга «Час-Инвест» при «Часовщике» (выброшен с балкона человеком Кузьмичёва в 5-й серии 1-го сезона) (1-й сезон, ‡)                                                            |
| Константин Спасский  | Юрий Иванович сотрудник Аппарата правительства |
| Сергей Лысов         | Иван Михайлович Куликов вице-мэр (убит Германом в 3-й серии 2-го сезона) (‡) |
| Евгений Александров  | Андрей Сергеевич директор телеканала Кузьмичёва (1-й сезон / 2-й сезон 12-я серия) |
| Евгений Нагиев       | Анзор Георгиевич Маргеладзе брат Вахтанга Маргеладзе (убит Германом в 10-й серии 1-го сезона) (1-й сезон, ‡) |
| Александр Строев     | «Павел Прохоров» / Важа Маргеладзе двоюродный брат Вахтанга Маргеладзе, позже — вошёл в команду Кузьмичёва |
| Алексей Федотов      | Шалва Маргеладзе дальний родственник Вахтанга Маргеладзе, племянник Вахтанга Маргеладзе (убит Маргеладзе в 12-й серии 2-го сезона) (2-й сезон, ‡)                                                                  |
| Эрнст Романов        | Миха торговец оружием (убит людьми «Часовщика» в 5-й серии 1-го сезона) (1-й сезон, ‡) |
| Сурен Вартанов       | Бесик криминальный авторитет (убит Костей в 6-й серии 1-го сезона) (1-й сезон, ‡) |
| Николай Устинов      | «Гиря» криминальный авторитет (1-й сезон 5-я и 7-я серии) |
| Дмитрий Конокотов    | «Хода» криминальный авторитет (убит людьми Кузьмичёва в 4-й серии 1-го сезона) (1-й сезон, ‡) |
| Александр Завьялов   | Ульянов («Уля») криминальный авторитет, заведующий нефтяными потоками (застрелился в 9-й серии 1-го сезона) (1-й сезон, ‡)                                                                                         |
| Станислав Ландграф   | Алексей Иванович Зуслов лидер скинхедов (убит Лёхой в 12-й серии 2-го сезона) (2-й сезон, ‡) |
| Дмитрий Поднозов     | Гамаюн координатор движения скинхедов (2-й сезон) |
| Анна Миклош          | Любаня скинхед (погибла от взрыва бомбы в 12-й серии 2-го сезона) (2-й сезон, ‡) (в титрах — Анна Молчанова) |
| Валерий Ивченко      | Виталий Дмитриевич главврач психиатрической клиники (убит скинхедами в 9-й серии 2-го сезона) (2-й сезон, ‡) |
| Иван Мережко         | Григорий Петрович Грязнов («Грэг») сын Петра Петровича Грязнова, наркоман (убит Грязновым-старшим в 7-й серии 2-го сезона) (2-й сезон, ‡)                                                                          |
| Мурад Султаниязов    | «Кулёк» (Кулиев) наркоторговец (убит «Грэгом» в 6-й серии 2-го сезона) (2-й сезон, ‡) |
| Егор Томошевский     | Жора наркоман (убит «Кульком» в 6-й серии 2-го сезона) (2-й сезон, ‡) |
| Александр Ленин      | «Дух» наркоман, шантажирующий «Грэга» и «Кулька» (убит «Кульком» в 5-й серии 2-го сезона) (2-й сезон, ‡) |
| Юрий Лазарев         | Конюшин следователь милиции, позже — сотрудник холдинга «Час-Инвест» (2-й сезон) |
| Андрей Ургант        | Михаил Борисович Лерр адвокат (убит людьми Маргеладзе в 10-й серии 2-го сезона) (2-й сезон, ‡) |
| Александр Солоненко  | Антон Крюков (2-й сезон) |
| Владимир Богданов    | Андрей Андреевич Линник криминальный бизнесмен из Сибирска (2-й сезон) |
| Вадим Гущин          | Борис Фёдорович Окунев бизнесмен из Сибирска (убит ультразвуком во 2-й серии 2-го сезона) (2-й сезон, ‡) |
| Юрий Дедович         | Яков Михайлович Лисицкий полковник (2-й сезон) |
| Константин Анисимов  | водитель Виктора Сергеевича (2-й сезон) |
| Александр Баргман    | Евгений сотрудник ФСБ (2-й сезон, 10—12 серии) |
| Алла Одинг           | Лариса жена Виктора Сергеевича (2-й сезон) |
| Сергей Лосев         | Василий Исаевич полковник, начальник СИЗО (2-й сезон) |
| Игорь Шибанов        | Цапфик помощник «Сабура» (2-й сезон, 4—5, 11-я серии) |
| Денис Карасёв        | Альберт Петрович Платонов директор ипподрома (2-й сезон, 10-я и 11-я серии) |
| Эрик Кения           | Гия бандит из группировки Маргеладзе (взорван Важей на кладбище в 12-й серии 2-го сезона) (‡) |
| Евгений Филатов      | больной в палате (1 сезон 1-я серия) |
| Дарья Юргенс         | Зоя заключённая в СИЗО (2-й сезон 4-я серия) (в титрах — Д. Лесникова) |
| Александр Тюрин      | пассажир в электричке (убит Юрой Прохоровым во 2-й серии 1-го сезона) (1/2; ‡) |
| Олег Хорошилов       | хозяин автомастерской (убит «Кипой» в 3-й серии 1-го сезона) (1/2, 3; ‡) |
| Андрей Чернышов      | водитель Виктора Сергеевича (1/2, 4) |
| Николай Федорцов     | Михайлов (Михалыч) подполковник, начальник милиции (взорван в автомобиле людьми Кузьмичёва в 3-й серии 1-го сезона) (1/3; ‡)                                                                                       |
| Михаил Долгинин      | майор милиции (1/3) |
| Алексей Федькин      | помощник Петра Грязнова (1/6) |
| Игорь Сергеев        | лжеследователь, киллер (1/6) |
| Владимир Матвеев     | полковник Брагин (1/8) |
| Слава                | посетительница стриптиз-клуба «Красная шапочка» (эпизод) (1-й сезон 10-я серия) |
| Оксана Сташенко      | бухгалтер (2-й сезон 11-я серия) (нет в титрах) |
| Николай Буров        | губернатор Сибирска Жилин (2-й сезон 11-я серия) (нет в титрах) |

## Озвучивание
- Евгений Дятлов — Сергей Андреевич Кузьмичёв (роль Павла Новикова)
- Юлия Рудина — Анна Сергеевна Кузьмичёва (роль Анны Калугиной)
- Александр Баргман — Николай (роль Сергея Щербина)
- Станислав Концевич — Юрий Иванович (роль Константина Спасского)
- Александр Новиков — Денис Сурков (роль Дениса Агатова)
- Игорь Добряков — озвучивание эпизодических ролей
- Павел Новиков — Николай Павлович Архипов
- Сергей Дьячков — следователь (роль Андрея Шимко)
- Ян Цапник — официант (роль Александра Рониса)
- Владимир Ермилов — Гиря (роль Николая Устинова)
- Владимир Маслаков — (озвучивание эпизодических ролей)

## Саундтрек
- Олег Газманов — Москва
- Вахтанг Кикабидзе — Попурри на закавказские народные мелодии

## Критика
При анализе телесериала критики неоднократно указывали на вялость и затянутость его сюжета, что нашло отражение в ряде рецензий.
Игорь Камиров, интернет-портал «Утро.ру»:

«…Когда муравья спросили, что такое слон, он ответил, что это муравей, только огромный. Примерно то же самое представляют собой полотнища из десятков серий, развивающих единый, пускай и сложный, сюжет. В идеале же все продюсеры стремятся добиться эффекта как в «Скорой помощи», где каждая серия самодостаточна. С этой точки зрения полным провалом выглядит снятый по сценарию знаменитого кинодраматурга Виктора Мережко 24-серийный „Крот“, где не только уследить за развитием сюжета без поллитры невозможно, но и реалии обыденной жизни за съемочный период настолько устарели, что создается впечатление, будто перед нами „ретро“, хотя на самом деле речь идет о сегодняшнем дне…».
Игорь Аверьян, «Молоко»:

«…Сюжет пересказывать здесь ни к чему, он длинён, незапутан, вял, населён неимоверным количеством персонажей — бандитов, киллеров, снайперов, агентов ФСБ, скинхедов, бизнесменов и бог знает кем ещё, — которые не устают друг друга стрелять, отравлять, взрывать. Герой, внедрённый „крот“, мучается этими убийствами нравственно, а его куратор из спецслужбы его воспитывает. По ходу дела жена «крота», которой в начале фильма солгали, будто муж её погиб и которая поэтому вторично вышла замуж, а потом обнаружила, что её первый муж жив, своего второго мужа… просто-напросто пристреливает в постели после любовных содроганий! Её сажают в тюрьму, но „крот“ добивается от начальства её освобождения — не по закону, а «по понятиям». В последнем кадре фильма муж и жена, двое убийц („крот“ в фильме „замочил“ неимоверное количество противников), держа за руки своего шестилетнего сына, идиллически идут по Тверскому бульвару, направляясь к памятнику Александру Сергеевичу. Такая вот концовка… Сценарист этой вопиющей пошлости человек известный — Виктор Мережко…».

## Факты
- Сериал «Крот» стал третьей совместной работой режиссёра Эрнеста Ясана и сценариста Виктора Мережко. До этого были фильм «Прости» (1986) и мини-сериал «Рэкет» (1992). Во всех трёх проектах Виктор Мережко сыграл второстепенные роли.
- Рабочие названия сериала — «Москва бандитская», «Сага о криминале», «Во имя отца и сына».
- В сценарий сериала «Крот» вошёл ряд сюжетных линий, которые были подготовлены автором для продолжения 5-серийного фильма «Рэкет». Из-за скоропостижной кончины актёра Сергея Шкаликова, игравшего в «Рэкете» одну из главных ролей, проект продолжения осуществить так и не удалось.
- Во время подготовительного процесса режиссёр Эрнест Ясан хотел без проб привлечь к съёмкам «Крота» известного тележурналиста и ведущего Андрея Норкина (тогда — ведущего информационной программы «Сегодня» на телеканале НТВ)[12]. По его задумке, он должен был играть там роль одного из высокопоставленных функционеров. Норкина не отпустил сниматься гендиректор канала Евгений Киселёв, посчитавший, что тем самым он размоет свой экранный образ[12].
- Прототипом Вахтанга Маргеладзе стал криминальный авторитет и спортсмен Отари Квантришвили (брат Отари — Амиран Квантришвили действительно был убит раньше чем Отари, примерно на год, а его ближайшим другом и партнёром был Анзор Кикалишвили). Прообразами бандитов из группировки Кузьмичёва стали представители Курганской ОПГ, прототипом Кости и Санька стал известный в Москве киллер Александр Солоник. В сериале также встречается множество аллюзий на бандитские разборки в Москве начала 1990-х годов: Ресторан «Мандарин» — явный намёк на ночной клуб «Арлекино», вокруг которого завязалась криминальная война в 1993—1994 гг. Хозяева «Мандарина» Арсен и Бесик — явные намёки на лидеров Бауманской (чеченской) ОПГ. Сам образ Кузьмичёва также близок к образу самого известного в Москве криминального авторитета 1990-х «Сильвестра» — Сергея Тимофеева.
- В некоторых сценах последних серий 2 сезона одновременно присутствуют Сергей Щербин (Николай) и Александр Баргман (Евгений), озвучивавший роль Сергея Щербина в данном сериале. В данных сценах и в сценах с Андреем Ургантом (адвокат Лерр) Александр Баргман был озвучен другим актёром. В сценах с Анной Калугиной (Анна Кузьмичёва) Александр Баргман говорит своим голосом.
- Съёмка сериала 1 сезона шли в 2000 году, а съёмки 2 сезона шли в 2001 году.
- Несмотря на то, что действие сериала происходит в Москве, большинство сцен снимали в Санкт-Петербурге. Это заметно по некоторым городским локациям и кодам «78», и «98» на автомобильных номерах, случайно попавших в кадр. В Москве лишь снимались эпизоды в которых необходимо было подчеркнуть столичный антураж: Кремль, здание МГУ, Комсомольская площадь, Ваганьковское кладбище, гостиница «Украина», и прочее.